# Jim Hines
James "Jim" Ray Hines (Dumas, 10 de setembro de 1946 – 3 de junho de 2023) foi um velocista, jogador de futebol americano e campeão olímpico norte-americano, o primeiro homem a correr oficialmente os 100 m rasos em menos de 10s em cronometragem eletrônica – 9s95 – o que fez na altitude da Cidade do México em 1968.

## Biografia
Jogador de beisebol na adolescência, foi descoberto pelo técnico de atletismo Bobby Morrow – campeão olímpico dos 100  e 200 m em Melbourne 1956 – impressionado com sua velocidade e tornou-se um velocista. No campeonato americano de atletismo realizado em Sacramento, Califórnia, em 1968, ele quebrou a barreira dos 10s para os 100 m em cronometragem manual – 9s9 – e marcou 10s3 na cronometragem automática.
Poucos meses depois, nos Jogos Olímpicos da Cidade do México 1968, Hines, um atleta negro, se viu no meio de uma situação tensa, com distúrbios raciais acontecendo nos Estados Unidos e ameaças de boicote pelos integrantes negros da delegação americana, indignados com a ideia de se permitir a oficialmente racista África do Sul de participar dos Jogos e com revelações ligando o então presidente do Comitê Olímpico Internacional Avery Brundage a um clube de golfe racista e antissemita.
Hines disputou a final dos 100 m rasos e venceu com o tempo de 9s89 aparecendo na tela do estádio, depois corrigido para 9s95; o primeiro tempo foi obtido através de um feixe de luz na linha de chegada e o segundo através do processo oficial de fotografia, com filme Polaroid, e divulgado minutos depois. Houve alguma controvérsia de como seu tempo (9s95) na marca eletrônica poderia ser comparada com a cronometragem manual (9s9, sem centésimos). Tempos automáticos disparam instantaneamente com o tiro de largada, enquanto a cronometragem manual depende da reação do ser humano com o cronômetro. Demorou até 1977 para que a cronometragem automática passasse a ser oficialmente exigida para a oficialização de um recorde mundial. Com a mais rápida marca eletrônica até aquele momento no atletismo, o tempo de Hines foi reconhecido como novo recorde mundial. Esta prova dos 100 m na Cidade do México também é significativa por ter sido a primeira na história olímpica em que as medalhas foram todas conquistadas por atletas negros. Dias depois, Hines ajudou a quebrar outro recorde mundial, integrando, com Charles Greene, Mel Pender e Ronnie Ray Smith, o revezamento medalha de ouro dos 4x100 metros, sendo o último com o bastão, que recebeu em terceiro lugar.
Depois de abandonar as pistas, sua velocidade o fez alvo de times de futebol americano e jogou pelo Miami Dolphins e pelo  Kansas City Chiefs. Entretanto, apesar de veloz, nunca teve o talento necessário para o esporte como wide receiver, sendo absolutamente medíocre na recepção de passes em velocidade. É considerado pelo site especializado em esportes Deadspin um dos dez piores jogadores da NFL de todos os tempos.
Sua marca para os 100 m permaneceu imbatível por 15 anos, até julho de 1983, quando foi quebrada, também na altitude, pelo também norte-americano Calvin Smith – 9s93.
Hines morreu em 3 de junho de 2023, aos 76 anos.